# Mauricio Peixoto

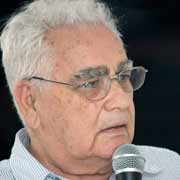
Mauricio Peixoto

Maurício Matos Peixoto (* 15. April 1921 in Fortaleza; † 28. April 2019 in Rio de Janeiro) war ein brasilianischer Mathematiker, der sich mit Dynamischen Systemen befasste.
Peixoto war ursprünglich Ingenieur. Er studierte an der Universität von Rio de Janeiro (Escola Nacional de Engenharia) mit dem Abschluss als Bauingenieur 1943. Er unterrichtete danach Mathematik an seiner Ingenieursschule. Mit  Marília Chaves Peixoto (1921–1961), seiner späteren Frau, gründete er dort ein Mathematisches Seminar. 1953 wurde er dort Professor für rationale Mechanik. 1953 gründete er mit seinem ehemaligen Kommilitonen Leopoldo Nachbin (1922–1993) (und mit Unterstützung des Astronomen und Mathematikers Lélio Gama (1892–1981), dem ersten Direktor) das Instituto Nacional de Matemática Pura e Aplicada (IMPA) in Rio, mit dem er den Rest seiner Karriere verbunden blieb. 1949 besuchte er die University of Chicago und 1957/58 die Princeton University, wo er in enge Verbindung mit Solomon Lefschetz trat. Dort erwachte sein Interesse für die Stabilitätstheorie dynamischer Systeme (teilweise angeregt durch die Arbeiten russischer Mathematiker, auf die ihn Lefschetz hinwies, insbesondere aus der Schule von Lew Pontrjagin). Er traf dort auch Stephen Smale, der 1960 Rio besuchte und dort seinen Beweis der verallgemeinerten Poincaré-Vermutung in fünf und mehr Dimensionen vollendete und mit seinen Untersuchungen über Dynamische Systeme begann. Peixoto begründete eine brasilianische Schule von Mathematikern, die sich mit Dynamischen Systemen befassten.
1964 bis 1968 war Peixoto Professor an der Brown University und 1973 bis 1978 an der Universität von São Paulo. 1991 ging er beim IMPA in den Ruhestand, blieb aber weiter als Professor Emeritus aktiv.
Aus seiner Forschung ging der nach ihm benannte Satz von Peixoto hervor, der zur Charakterisierung strukturell stabiler Flüsse auf Flächen dient (zum Beispiel sollten nur endlich viele Fixpunkte existieren und diese alle hyperbolisch sein). Dafür erhielt er 1969 den Bunge Foundation Award.
1982 führte er das Konzept fokaler Zerlegung (focal decomposition, ursprünglich von ihm sigma decomposition genannt) ein, eine Formalisierung des Konzepts von Brennpunkten. Er veröffentlichte darüber auch mit René Thom. Das Konzept fand in der Arithmetik quadratischer Formen und Brillouin-Zonen der Festkörperphysik Anwendung.
1975 bis 1977 war er Präsident der brasilianischen mathematischen Gesellschaft und 1981 bis 1991 der Brasilianischen Akademie der Wissenschaften. Er war seit 1996 Mitglied des nationalen brasilianischen Rats für Wissenschaft und Technologie. 1986 erhielt er den Preis der Third World Academy of Sciences.

## Schriften
- Herausgeber Dynamical Systems (Konferenz, Salvador, Brasilien, Universität Bahia, Juli/August 1971), Academic Press 1973
- On structural stability, Annals of Mathematics, Band 69, 1959, S. 199–222
- Some examples on n-dimensional structural stability, Proc. Nat. Acad. Sci., Band 45, 1959, S. 633–636
- Structural stability on two dimensional manifolds, Topology, Band 1, Heft 2, 1962, S. 101–121 (Satz von Peixoto)
- mit Pugh Structural Stability, Scholarpedia
- A brief survey of focal decomposition, in Peixoto u. a. (Hrsg.) Dynamics, Games and Science I, Springer Verlag 2011